# Aeroportul Ogden-Hinckley
Aeroportul Ogden-Hinckley (IATA: OGD, ICAO: KOGD, FAA LID: OGD) este un aeroport din Utah, Statele Unite ale Americii ce deservește zona Ogden–Clearfield metropolitan area⁠(d). Aeroportul a fost tranzitat în 2019 de 32.328 de pasageri.
Situat la o altitudine de 1.363 m, aeroportul dispune de 3 piste.

## Infrastructură

### Piste
Aeroportul dispune de 3 piste: 
- pista 03/21 din asfalt, cu dimensiunile 8.103 picioare × 150 picioare
- pista 07/25 din asfalt, cu dimensiunile 3.618 picioare × 150 picioare
- pista 16/34 din asfalt, cu dimensiunile 5.195 picioare × 100 picioare